# Acalypha radula
Acalypha radula é uma espécie de flor do gênero Acalypha, pertencente à família Euphorbiaceae.